# Sieć Woltera
Sieć Woltera (fr. Réseau Voltaire, ang. Voltaire Network) – międzynarodowa organizacja non-profit, z siedzibą w Paryżu. Jej nadrzędne cele to promowanie wolności i sekularyzmu.
- Przewodniczący: Thierry Meyssan (Francja)
- Zastępcy przewodniczącego: Sandro Cruz (Peru), Issa El-Ayoubi (Liban)

Organizacja powstała w 1994 roku ramach kampanii na rzecz wolności słowa, która zdaniem założycieli przedsięwzięcia została zagrożona wskutek nowych przepisów wprowadzonych do francuskiego kodeksu karnego. Po przeprowadzeniu kampanii stowarzyszenie zajęło się badaniem ekstremalnych ruchów prawicowych i religijnych. Od 1999 roku Sieć zajmuje się problematyką międzynarodową.
W 1999 roku Sieć opublikowała informacje i analizy na temat bombardowania Serbii przez NATO.
Sieć Woltera odniosła się do zamachów z 11 września 2001 roku. Thierry Meyssan twierdził, że ataki te były działaniami realizowanymi z inspiracji służb specjalnych USA. W oparciu o tę domniemaną strategię Stany Zjednoczone mogą tak manipulować międzynarodową opinię publiczną, by uzasadnić własne ingerencje w politykę innych krajów.
W maju 2002 roku organizacja twierdziła, że zamach stanu przeciwko prezydentowi Wenezueli Hugo Chávezowi został przeprowadzony w wyniku intrygi Białego Domu. Departament Stanu USA oficjalnie zaprzeczył swemu udziałowi w tym zamachu stanu.
W listopadzie 2005 roku Sieć zorganizowała w Brukseli (Belgia) międzynarodową konferencję Oś dla Pokoju poświęconą globalnym zagrożeniom wynikającym z doktryny neokonserwatyzmu. W ocenie Sieci Stany Zjednoczone są hipermocarstwem a wszystkie stosunki międzynarodowe są silnie uzależnione od postawy danego narodu względem USA.
Sieć Woltera współpracuje z wieloma agencjami informacyjnymi i gazetami z Ameryki Łacińskiej, Europy i ze świata arabskiego. Organizacja prowadzi serwis internetowy dostępny w 17 językach (angielski, francuski, arabski, polski, włoski, niemiecki, portugalski, rosyjski, hiszpański i inne) oraz dwie bazy danych online (911investigations.net i gulfinvestigations.net).